# آبیلا خدابردی‌اف
آبیلا علی‌موویچ خدابردی‌اف (به قرقیزی: Абибилла Алимович Кудайбердиев) (زاده ۱ ژوئن ۱۹۶۲) وزیر دفاع سابق جمهوری قرقیزستان است.
او در اول ژوئن ۱۹۶۲ در شهرستان نوکت در استان اوش به دنیا آمد. 
وی در سال ۱۹۸۳ از مدرسه عالی فرماندهی تسلیحاتی آلماتی در جمهوری سوسیالیستی قزاقستان شوروی فارغ‌التحصیل شد. همچنین او تحصیلات خود را در سال ۲۰۰۳ از آکادمی تسلیحات ترکیبی فدراسیون روسیه به پایان رساند.
وی در آبان نوامبر ۲۰۰۹ به مدت ۷ ماه در سمت رئیس ستاد کل نیروهای مسلح خدمت کرده است. در ژوئیه ۲۰۱۰ او به‌عنوان وزیر دفاع جمهوری قرقیزستان منصوب شد. در ۴ آوریل ۲۰۱۴، با حکم رئیس‌جمهور قرقیزستان، خدابردی‌اف دوباره به‌عنوان وزیر دفاع قرقیزستان منصوب شد.
او در ۱۲ اکتبر ۲۰۱۵ توسط رئیس‌جمهور الماس‌بیگ آتامبایف از سمت خود به‌عنوان وزیر دفاع برکنار شد.
او دارنده نشان مناس و نشان اردیک می‌باشد.